# 帕拉氏伊都毛鼻鯰
帕拉氏伊都毛鼻鯰，為輻鰭魚綱鯰形目毛鼻鯰科的其中一種。分布於南美洲Paraiba do Sul與 Sao Joao河流域，體長可達5.1公分。

## 扩展阅读
維基物種上的相關：帕拉氏伊都毛鼻鯰